# Pollicitation (Rome antique)
Pour l’article homonyme, voir Pollicitation.
La pollicitation (du latin pollicitatio, pluriel pollicitationis) était, sous l’Empire romain, une pratique liée à la vie municipale et à l’évergétisme par laquelle un candidat à une magistrature municipale s’engageait sur une promesse de don. 

## Un des aspects de l’évergétisme
La pollicitation, promesse en vue d’un honneur (ob honorem), est à distinguer de la somme honoraire, qui devait être versée par toute personne élue décurion ou à une magistrature municipale. Le versement de la somme honoraire était obligatoire et fixe, son importance dépendant de l’honneur convoité et de la taille de la cité.
Rien n’obligeait en revanche à promettre plus : la promesse d’un don supérieur à la somme honoraire participe donc de l’évergétisme, cette pratique du don à la collectivité qui se développa parmi les élites des cités antiques à partir de l’époque hellénistique. La pollicitation trouve donc son origine dans les pratiques hellénistiques et notamment dans les epidoseis, promesse solennelle de don à la cité.

## Une promesse qui engage devant la loi
À la différence d’une évergésie ordinaire – don spontané à la cité –, ou de la promesse d’évergésie faite dans le cadre d’une cité grecque, la pollicitation, dans le monde romain, engageait très fortement celui qui la formulait. Une fois élu, il pouvait être légalement exigible qu’il s’en acquitte, ou à défaut que son garant ou ses héritiers le fassent.
La question soulevait cependant des points de droit divers : le chapitre 12 du dernier livre du Digeste est consacré entièrement à la question des pollicitations. En cas de retard dans la réalisation de la promesse, des intérêts pouvaient être comptés en plus de la somme initialement promise.
Un exemple parlant de cette pratique est connu vers 161 à Lambèse : Cestius Successus, héritier de Cestius Gallus, doit s’acquitter de la promesse de Flavius Natalis car Cestius Gallus était le garant de ce dernier. La promesse concernait une statue d’une valeur de 3 000 sesterces. Successus ne s’en acquitta qu’après un décret du légat qui faisait fonction de gouverneur, mais il ajouta 3 040 sesterces supplémentaires. Cette dernière somme représente vraisemblablement les intérêts qui ont couru sur une quinzaine d’années. De tels retards sont assez rarement mentionnés dans les inscriptions latines, qui devaient glorifier la mémoire et la munificence de ces notables locaux.
À l’inverse de ces évergètes récalcitrants, nous avons aussi des témoignages d’ampliatio, d’ajout à la somme promise par libéralité spontanée, peut-être en réponse à la popularité obtenue auprès de la cité, ou par émulation avec d’autres évergètes. Un exemple s’en trouve aussi à Lambèse quand, en 208, Sextilius Saturninus rappelle les dons faits à la cité : pour le flaminat perpétuel – prêtrise particulièrement honorifique – il s’est acquitté de la somme honoraire (12 000 sesterces), a offert une statue d’une valeur de 5 000 sesterces, conformément à sa promesse (pollicitatio), et a ajouté 8 000 sesterces (ampliatio). De surcroît, il a payé une collation (sportule) lors de l’inauguration de la statue.

## La formulation de la promesse
La formulation d’une pollicitation se faisait sans doute généralement face au conseil de la cité ou même devant le peuple de la cité, en un discours assez formel. L’engagement pouvait aussi prendre la forme d’une lettre : ainsi à Narbonne, l'un écrit que sa lettre doit être prise pour l’équivalent d’un acte juridique en bonne et due forme. La promesse devait en effet être faite très formellement, car la cité – par l’intermédiaire du conseil des décurions – devait explicitement manifester l’acceptation de la promesse. Le conseil des décurions votait donc un décret pour accepter ou refuser la pollicitation, comme il le faisait aussi à l’occasion des legs.
Les évergésies étant en général des monuments, elles supposaient en effet une intervention sur le sol public de la cité – voirie, parties communes – en théorie inaliénable : il fallait donc accepter le principe de l’assignation d’un lieu par décret des décurions (formule : loco dato decreto decurionum). Le gouverneur de la province, on l’a vu, pouvait être impliqué pour la faire respecter, il pouvait aussi se prononcer auparavant : surveiller les finances des cités et empêcher qu’elles ne se lancent dans des travaux trop coûteux et impossibles à achever était aussi sa mission.